# Bataille de Singapour
Pour les articles homonymes, voir Singapour (homonymie).
Théâtre d'Asie du Sud-Est de la Guerre du Pacifique
Batailles
Batailles et opérations de la guerre du Pacifique

Japon :
- Raid de Doolittle
- Bombardements stratégiques sur le Japon (Tokyo
- Yokosuka
- Kure
- Hiroshima et Nagasaki)
- Raids aériens japonais des îles Mariannes
- Campagne des archipels Ogasawara et Ryūkyū
- Opération Famine
- Bombardements navals alliés sur le Japon
- Baie de Sagami
- Invasion de Sakhaline
- Invasion des îles Kouriles
- Opération Downfall
- Reddition du Japon

Pacifique central :
- Pearl Harbor
- Guam (1941)
- Wake
- Raid sur les îles Gilbert et Marshall
- Opération K
- Midway
- Opération RY
- Campagne des îles Gilbert et Marshall
- Campagne des îles Mariannes et Palaos
- Campagne des archipels Ogasawara et Ryūkyū
- Opération Inmate

Pacifique du sud-ouest :
- Nauru
- Invasion des Philippines (1941-42)
- Invasion des Indes orientales néerlandaises
- Opérations de l'Axe dans les eaux australiennes
- Raids aériens japonais sur l'Australie (1942-43)
- Opération Ke
- Campagne des îles Salomon
- Campagne de Nouvelle-Guinée
- Campagne des Philippines
- Campagne de Bornéo (1945)

Asie du sud-est :
- Invasion de l'Indochine (1940)
- Océan Indien (1940-45)
- Guerre franco-thaïlandaise
- Invasion de la Thaïlande
- Campagne de Malaisie
- Hong Kong
- Singapour
- Campagne de Birmanie
- Opération Kita
- Indochine (1945)
- Détroit de Malacca
- Opération Jurist
- Opération Tiderace
- Opération Zipper
- Bombardements stratégiques (1944-45)

Guerre sino-japonaise
Front d'Europe de l’Ouest
Front d'Europe de l’Est
Bataille de l'Atlantique
Campagnes d'Afrique, du Moyen-Orient et de Méditerranée
Théâtre américain
La bataille de Singapour est un affrontement majeur de la guerre du Pacifique durant la Seconde Guerre mondiale. Elle se déroule du 8 au 15 février 1942 sur l'île de Singapour, alors colonie britannique, et oppose les forces alliées du Commonwealth à l'armée impériale japonaise. Cette bataille marque l'aboutissement de la campagne de Malaisie, débutée en décembre 1941, concrétisant l'échec total de la stratégie de Singapour qui visait à protéger les intérêts de l'Empire britannique en Asie de l'Est.
Malgré leur supériorité numérique, les troupes alliées, composées principalement de soldats britanniques, australiens et indiens, sont rapidement submergées par l'avancée des forces japonaises, aguerries et bien coordonnées. Après avoir traversé le détroit de Johor, l'armée japonaise progresse rapidement vers le cœur de l'île, neutralise les défenses, bombarde les infrastructures et coupe les voies de ravitaillement.
Le 15 février 1942, le général britannique Arthur Percival signe la capitulation, entraînant la capture de quelque 80 000 soldats alliés. La chute de Singapour constitue l'une des plus lourdes défaites de l'histoire militaire britannique et un tournant stratégique dans la guerre du Pacifique. La ville reste occupée par le Japon jusqu'en 1945, durant une période marquée par de nombreuses exactions contre les civils et les prisonniers de guerre.

## Retraite sur Singapour

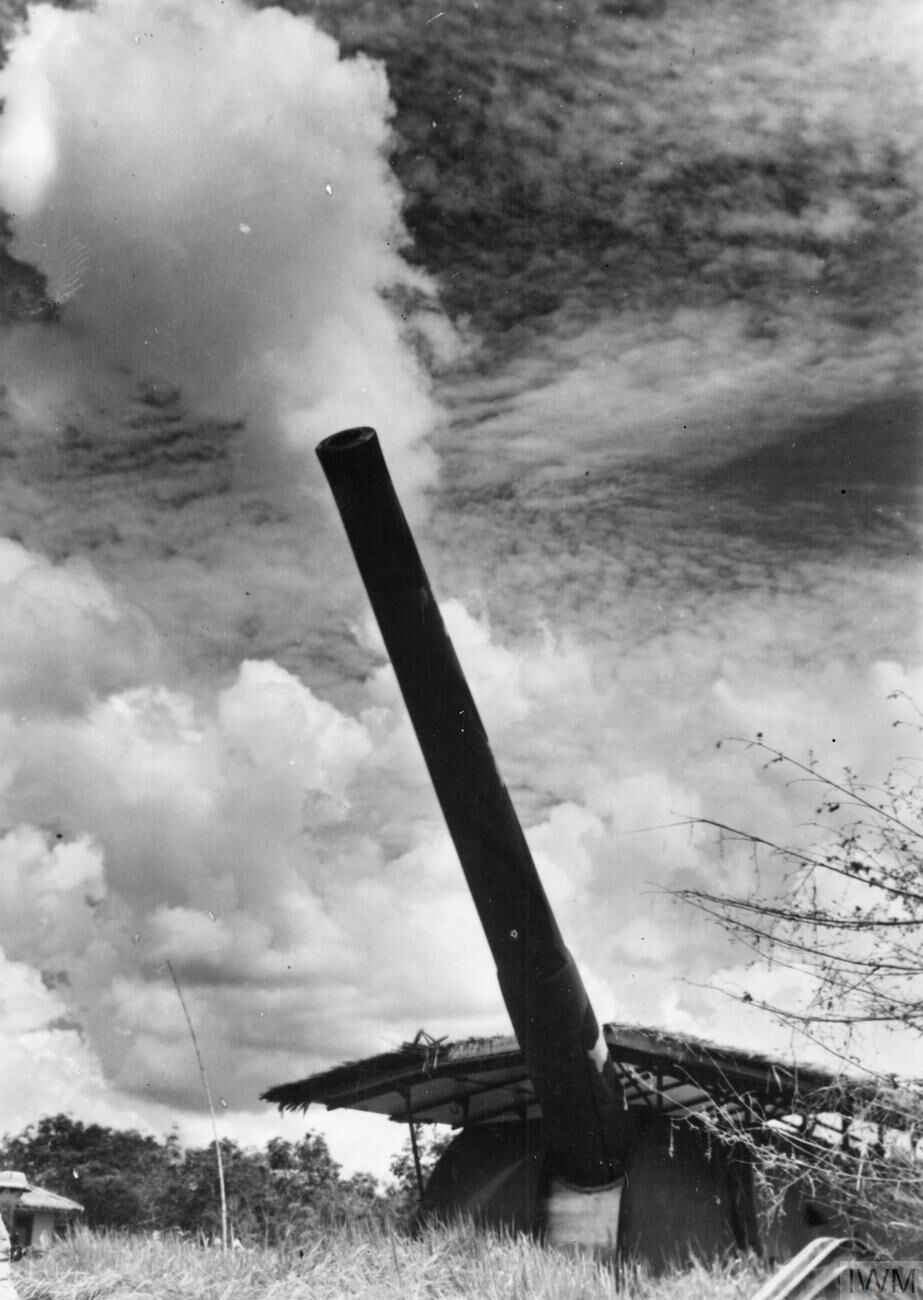
L'un des cinq canons de 381 mm chargé de la défense de Singapour.

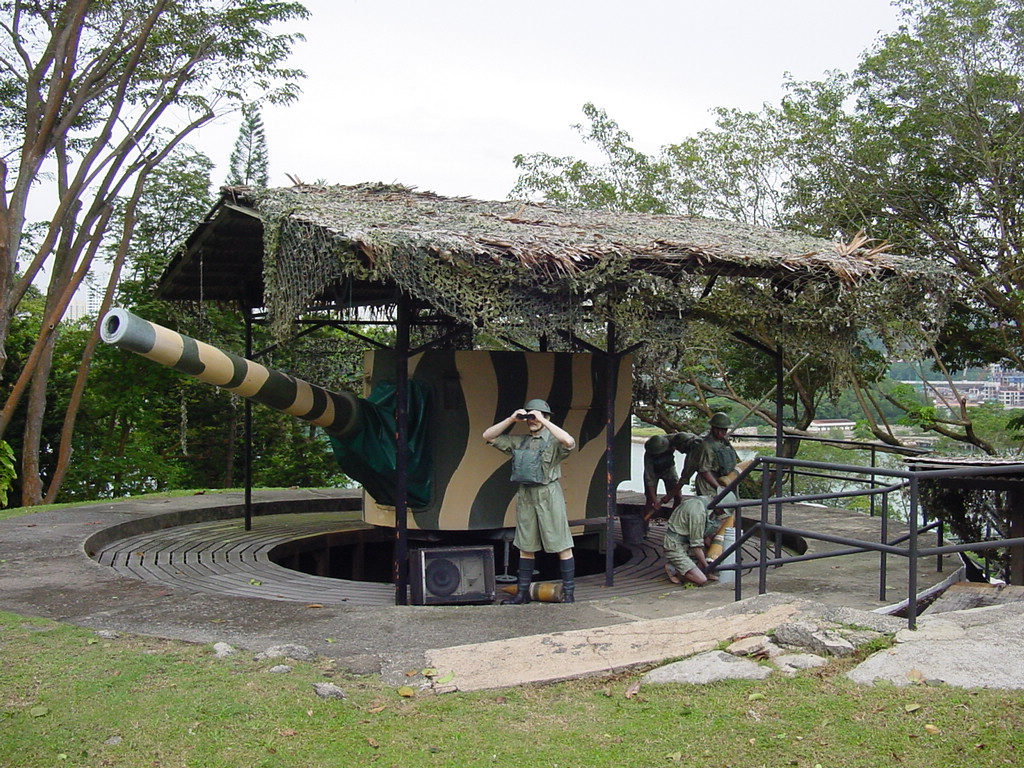
Pièce d'artillerie navale de 9,2 pouces à Fort Siloso (reconstitution).

La bataille aboutit à la chute de Singapour, principale base militaire britannique en Extrême-Orient, et à la reddition la plus importante de l'Histoire militaire du Royaume-Uni.
Après la défaite de ses troupes lors de la bataille de Malaisie, Arthur Percival organise une défense le long des 100 km de côte singapourienne. Le 31 janvier, les dernières troupes alliées se retirent de la péninsule de Malaisie et font sauter le pont reliant Johor et Singapour.
Percival, anticipant une attaque des Japonais au nord-est de l'île, positionne ses troupes les plus fraîches, la 18e Division britannique, tout juste débarquée, à l'est de la chaussée de Johor.
Les Japonais bombardent intensivement Singapour dans les cinq jours qui suivent. Retardée durant une semaine par la destruction du pont, l'armée impériale débarque le 8 février sur la plage de Sarimbun, à la pointe nord-ouest de l'île de Singapour, ne rencontrant qu'une brève et faible résistance de la part des troupes australiennes de la 8e division qui défendent le secteur. Les troupes japonaises prennent ensuite le contrôle des plages de la banlieue sud de Singapour, et encerclent la ville, dont la défense était initialement organisée pour faire face à une attaque venant du large et non à une invasion à partir de l'intérieur des terres.
Après une semaine de combats et de bombardements, Percival fait sa dernière déclaration à Fort Canning le 15 février à 9 h du matin. Informé de la pénurie imminente en munitions et en eau du côté de ses troupes, il décide de se rendre.

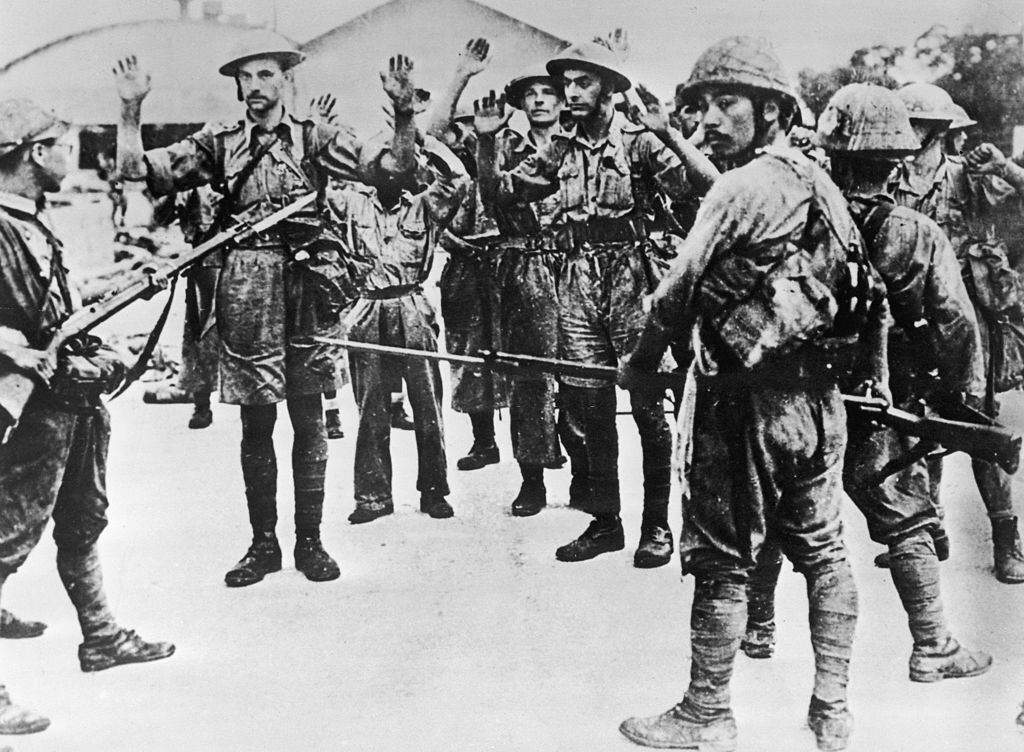
Des hommes du régiment Suffolk se rendent à la.

Après être contacté par des émissaires britanniques porteurs d'un drapeau blanc, Tomoyuki Yamashita insiste pour discuter avec Percival en personne. Ce dernier se rend ensuite, sa délégation portant un drapeau britannique et un drapeau blanc, à la Old Ford Motor Factory de Bukit Timah, lieu où la reddition devrait être négociée. Un officier japonais note que Percival est « pâle, mince et fatigué ».
Après un bref désaccord concernant la présence de 1 000 hommes armés (commandés par les Britanniques) à Singapour afin d'assurer un service d'ordre minimum, requête à laquelle Yamashita accède finalement, il fut conclu à 18 h 10 que les troupes du Commonwealth britannique déposeraient les armes et cesseraient toute résistance à partir de 20 h 30. Cet accord allait complètement à l'encontre des instructions de Winston Churchill, qui avait ordonné de résister jusqu'au bout. Une retraite en catastrophe, à bord d'embarcations de fortune, est organisée pour évacuer de Singapour ceux qui pouvaient encore l'être. Le général australien Henry Gordon Bennett s'enfuit dans ces circonstances.

## Bilan humain
Le bilan le plus répandu indique que 138 708 militaires alliés se rendirent ou furent tués, et ceci face à un peu moins de 30 000 Japonais[réf. nécessaire]. Ce chiffre comprend environ 50 000 Indiens, Australiens et Britanniques capturés ou tués durant la campagne de Malaisie et peut-être 15 000 personnes présentes dans les bases. Du côté des troupes du Commonwealth, on dénombra depuis le 8 décembre environ 7 500 morts et 11 000 blessés. Les pertes japonaises s'élevaient à 3 500 morts et 6 100 blessés.

## Conséquences

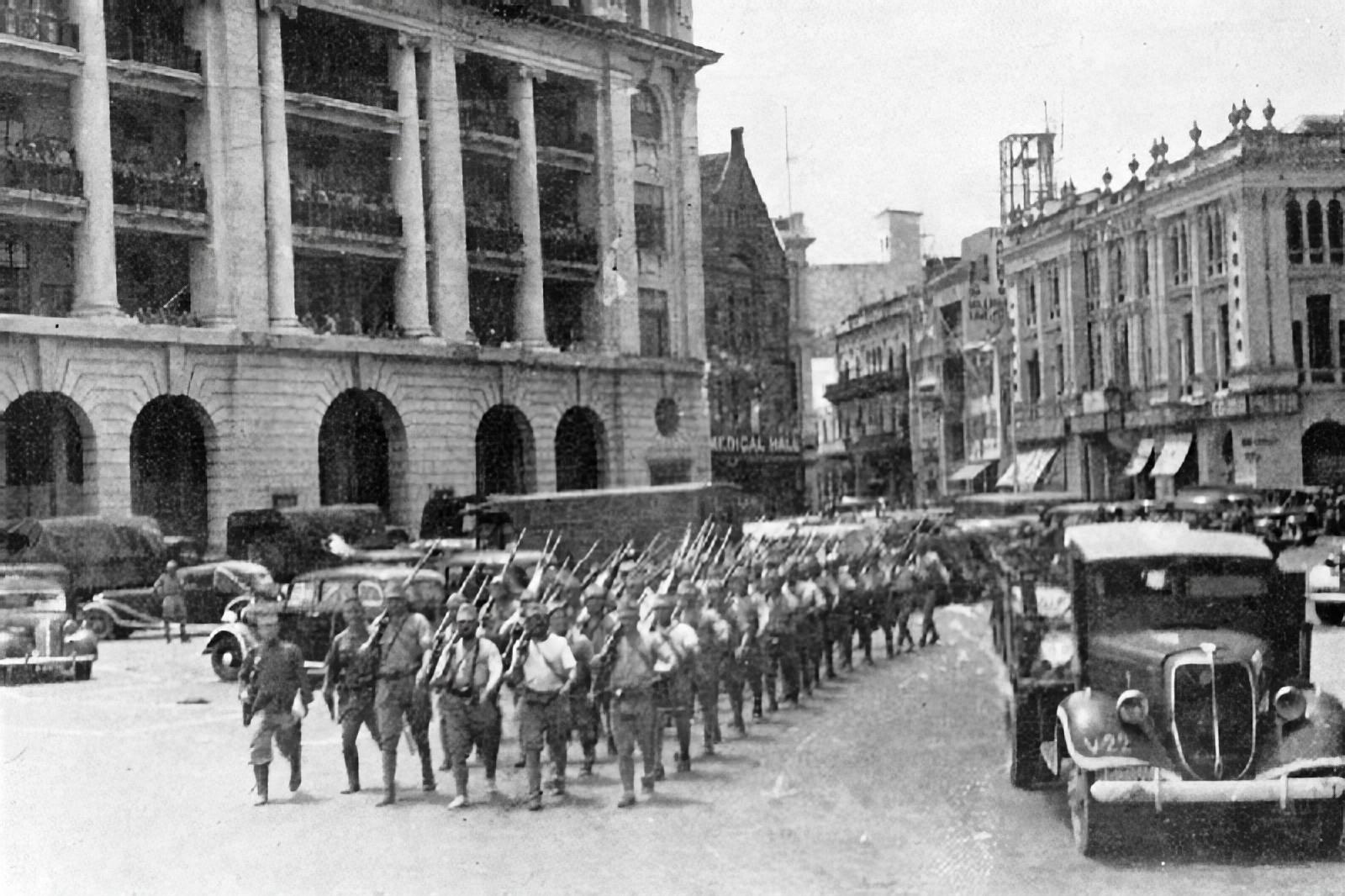
Les troupes shōwa défilent à Fullerton Square.

Le Premier ministre britannique Winston Churchill a qualifié la chute de Singapour de « pire des catastrophes » et de « plus grande capitulation » de l'histoire militaire britannique. Singapour, la « forteresse imprenable », était tombée en seulement sept jours. Il faut toutefois comparer la situation militaire de Singapour et de la Malaisie avec celles des autres fronts du conflit mondial. Les Britanniques avaient en effet donné la priorité au Moyen-Orient et à l'Union soviétique. La force aérienne nécessaire en Malaisie, de l'ordre de 300 à 500 appareils, n'a jamais pu être fournie. De plus, les Japonais attaquèrent avec 200 petits chars de combat alors que les Britanniques n'en disposaient d'aucun.
Churchill refusa toujours qu'une commission d'enquête soit constituée pour étudier les raisons de la défaite. L'essentiel des archives militaires ne fut divulgué par le British Public Record Office qu'en 1993. Une partie de ces archives est encore couverte par le secret (seul le gouvernement britannique en connait la raison).

### Documentaires télévisés
- Milieu du 4e épisode : Tel est pris qui croyait prendre, de la série : Les grandes erreurs militaires, sur Planète+.
- Singapour : 6e épisode de la série Les grandes batailles de la Seconde Guerre mondiale, sur National Geographic.